# ロンドン会議 (1945年)
ロンドン会議(ろんどんかいぎ、英語:London Conference)は、ドイツの主要な戦犯を裁くニュルンベルク裁判の準備のために、1945年6月26日から8月8日にかけて、イギリスのロンドンで開催された国際会議である。
参加したアメリカ合衆国・イギリス・ソビエト連邦・フランス4か国の代表は、この会議において、軍事裁判のための規定である国際軍事裁判所憲章を制定した。この憲章には、後にニュルンベルク裁判でアメリカ主任検事を務めるロバート・ジャクソンや、ソ連正判事を務めるイオナ・ニキチェンコ、フランス副判事を務めるロベール・ファルコなどが署名した。